# Krasnohrîhorivka, Troițke
Krasnohrîhorivka (în ucraineană Красногригорівка) este un sat în comuna Tîmonove din raionul Troițke, regiunea Luhansk, Ucraina.

## Demografie
Componența lingvistică a localității Krasnohrîhorivka
     Ucraineană (77,36%)
     Rusă (22,64%)
Conform recensământului din 2001, majoritatea populației localității Krasnohrîhorivka era vorbitoare de ucraineană (77,36%), existând în minoritate și vorbitori de rusă (22,64%).